# Un grito de amor desde el centro del mundo
Un grito de amor desde el centro del mundo (世界の中心で、愛をさけぶ Sekai no Chūshin de, Ai o Sakebu?) es una novela del escritor Kyoichi Katayama publicada en el 2001 por Shogakukan Inc. en Tokio. Ha vendido más de tres millones y medio de ejemplares en Japón, también ha sido traducida en diversos países. Es la narración de Sakutaro sobre su compañera de clase y amor de su vida.

## Sinopsis
Es una bella historia de amor que ha conmovido en todo el mundo, historia de amor entre los dos adolescentes estudiantes cuya amistad florecerá para transformarse en un profundo amor que ni la muerte podrá vencer, ella es todo lo contrario a él.

## Argumento
La historia se desarrolla como un flashback a través de los ojos de Saku mientras él y los padres de Aki viajan a Australia para esparcir las cenizas de Aki en el lugar que ella siempre quiso visitar.
En una pequeña ciudad del sur de Japón, Sakutaro "Saku" Matsumoto y Aki Hirose, compañeros de clase desde la secundaria, se convierten en estudiantes de secundaria. Durante este tiempo comienzan a salir y tienen conversaciones acerca de la idea de lo que es realmente el amor, comienzan después de que el abuelo de Saku les cuenta su propia historia de amor.
Después de un viaje a los dos llevan a una isla abandonada, Aki descubre que tiene leucemia, lo que limita sus posibilidades de salir a la calle o ver Saku. Una vez Saku se entera de la verdad, él compra los billetes de avión para llevar a Aki a Uluru (Ayers Rock), Australia; un lugar que ella siempre había querido visitar, después de perderse el viaje escolar cuando iban a ir ahí.

## Personajes principales
- Sakutaro Matsumoto (松本朔太郎 Matsumoto Sakutarō, サク "Saku"): quien es el protagonista masculino y narrador de la historia.

- Aki Hirose (廣瀬亜紀 Hirose Aki, アキ "Aki"): protagonista femenina y pareja de Sakutaro, tiene leucemia.

- Ryunosuke Oki (大木龍之介 Ōki Ryūnosuke, スケ "Suke"): compañero de clase de Saku y Aki.

- Tomoyo Ueda (上田智世 Ueda Tomoyo): compañera de clase de Saku y Aki.

- Kentaro Matsumoto (松本謙太郎 Matsumoto Kentarō): abuelo de Sakutaro.

- Junichiro Matsumoto (松本潤一郎 Matsumoto Junichiro) y Tomiko Matsumoto (松本富子 Matsumoto Tomiko): padres de Saku.

- Makoto Hirose (廣瀬真 Hirose Makoto) y Ayako Hirose (廣瀬綾子 Hirose Ayako): padres de Aki.